# Random early detection
Random early detection (RED) lub random early drop – algorytm kolejkowania oraz unikania zakleszczeń.
W tradycyjnym algorytmie "obcinania ogona", router lub inne urządzenia sieciowe buforuje tyle pakietów ile tylko może i po prostu odrzuca resztę, której nie może zbuforować. Jeżeli bufory są ciągle pełne, sieć zakleszcza się. "Odrzucanie ogona" rozdziela miejsce w buforze nierównomiernie. Może to prowadzić do globalnej synchronizacji TCP jak również, do wstrzymania połączeń TCP jednocześnie. Sieci stają się zalane pakietami synchronizacyjnymi.
RED rozwiązuje ten problem monitorując średnią wielkość kolejki i odrzuca pakiety (lub oznacza jeżeli jest połączony z Explicit Congestion Notification (ECN)) bazując na prawdopodobieństwach statystycznych. Jeżeli bufor jest prawie pusty, wszystkie przychodzące pakiety są akceptowane. W miarę jak kolejka rośnie wzrasta prawdopodobieństwo odrzucenia przychodzącego pakietu. Kiedy bufor jest pełny prawdopodobieństwo osiąga 1 przez co wszystkie pakiety są odrzucane.
RED sprawia, że rozróżnienie quality of service (QoS) staje się niemożliwe. Weighted random early detection (WRED) i RED In/Out (RIO) zapewniają wczesne wykrywanie, jak również QoS.